# 军事科学院 (越南)
军事科学院是越南人民军二总局的高等学校，培养外语人才、军队外事人才、技术侦察人才。师资力量100%为本科以上学历。

## 历史
成立于1957年6月10日的情报侦察军官学校、成立于1981年12月15日的军事外语大学，于1998年合并。院长武铁强，政委陈西少将。

## 组织架构
行政机构：
- 计划参谋部
- 政治部
- 后勤部
- 技术部
- 训练部
- 财务委员会
- 考试委员会
- 研究生院

教育科研机构：
- 军事情报艺术研究所
- 军事科学科
- 军事战略谍报科
- 战役战术谍报科
- 军事情报指挥参谋科
- 军事侦察技术科
- 国防国际关系科
- 英语言文化科
- 俄语言文化科
- 汉语言文化科
- 外语与越语实践科
- 基础与应用科学科

军籍学员：
- 技术侦察系
- 国际关系系
- 英语系
- 俄语系
- 汉语系

非军籍学员：
- 英语系
- 汉语系